# چپرکی (شهرستان گیژتسکو)
چپرکی (به لهستانی:  Czyprki) یک روستا در لهستان است که در گمینا میوکی واقع شده‌است.